# Ophiomitra ornata
Ophiomitra ornata är en ormstjärneart som beskrevs av Addison Emery Verrill 1899. Ophiomitra ornata ingår i släktet Ophiomitra och familjen knotterormstjärnor. Inga underarter finns listade i Catalogue of Life.